# Gerald Carr

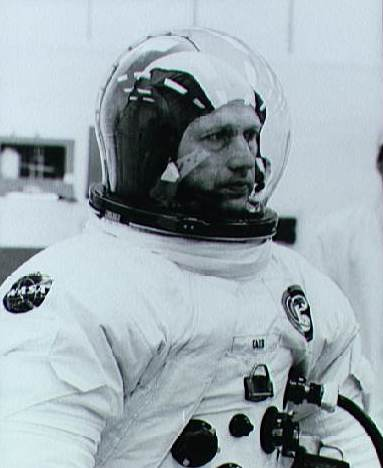
Gerald Carr podczas szkolenia przed lotem Skylab SL-4

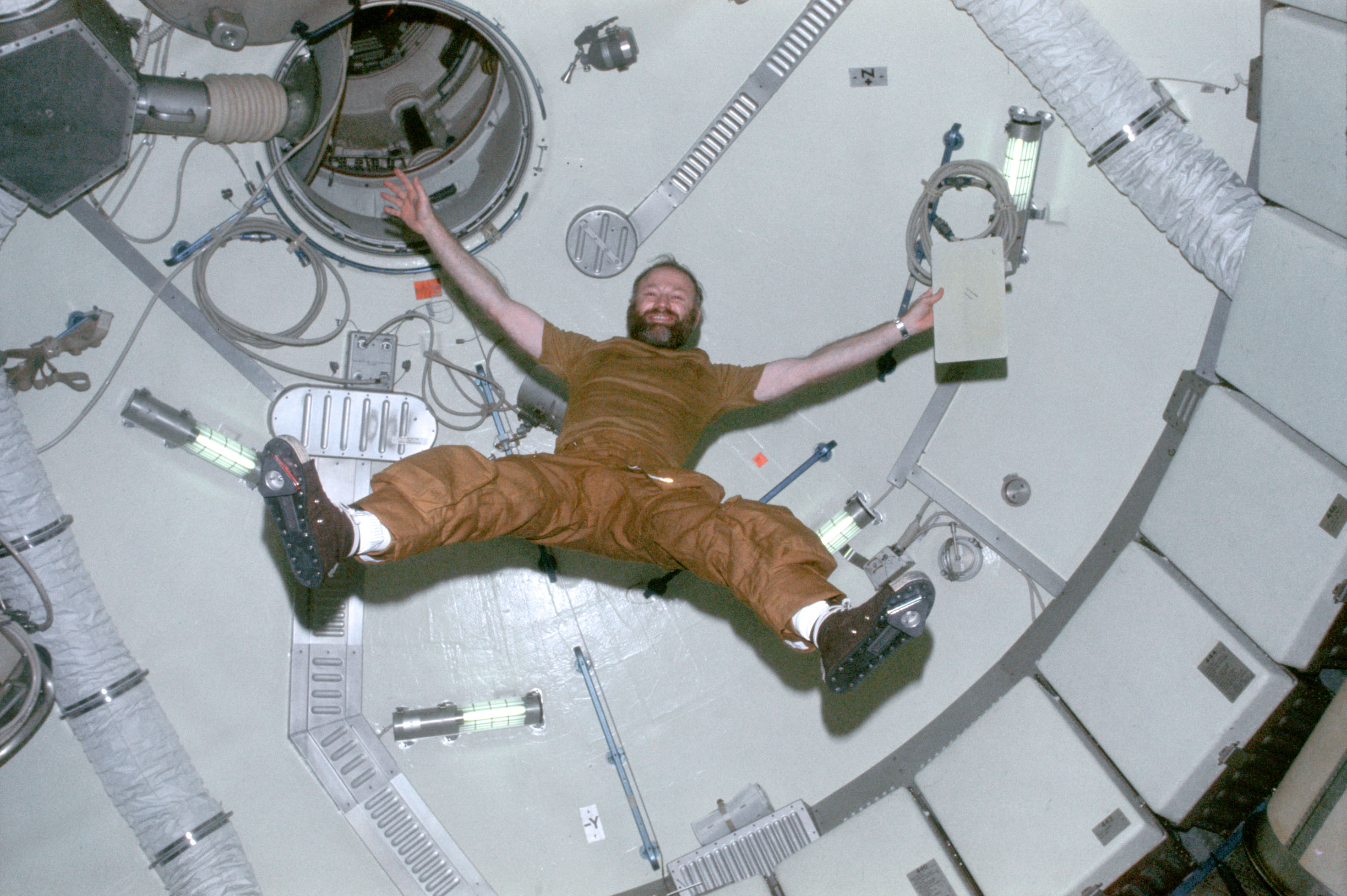
Gerald Carr we wnętrzu Skylaba demonstruje poruszanie się w stanie nieważkości

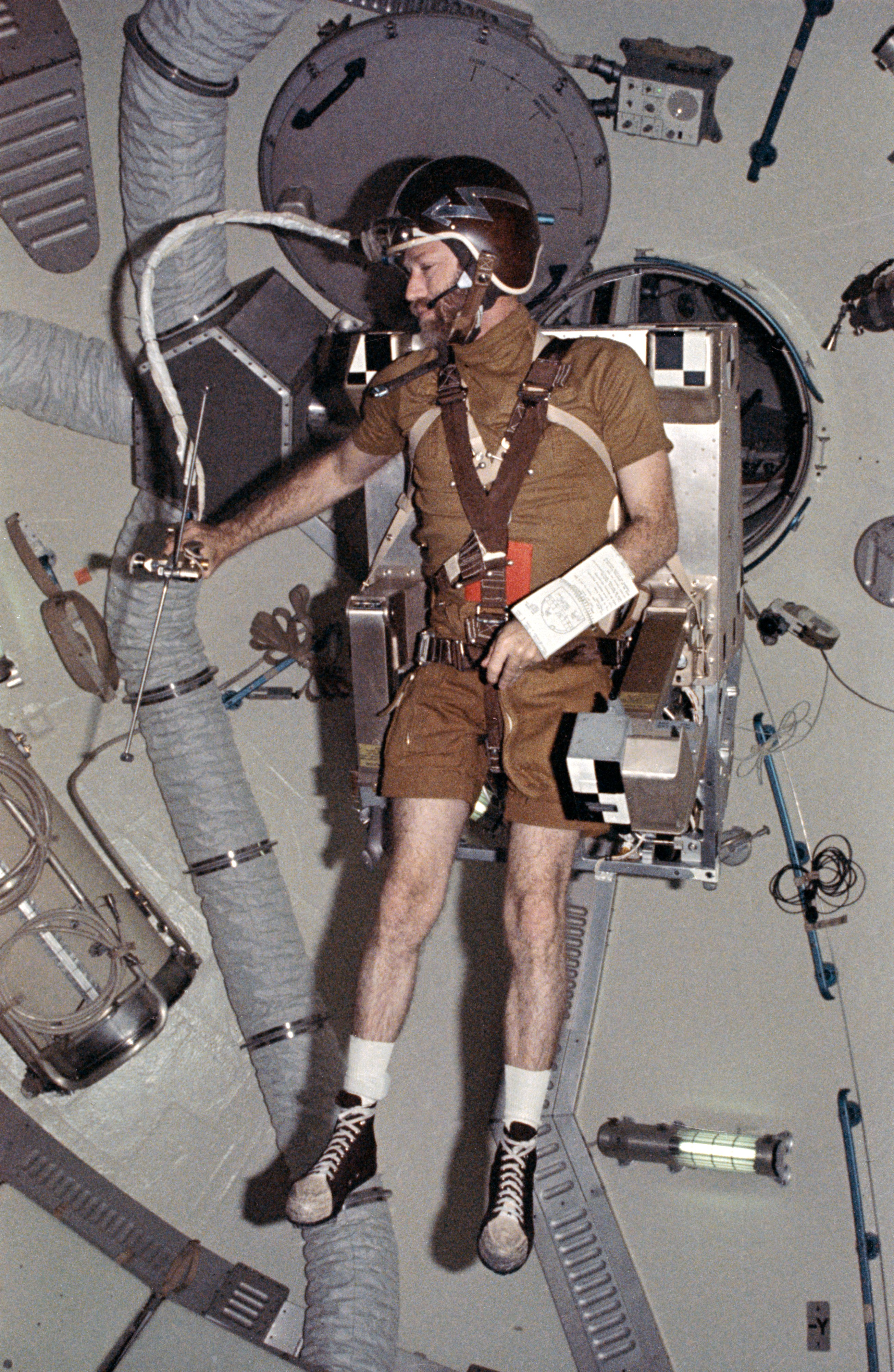
Gerald Carr testuje urządzenie ASMU do poruszania się astronautów w kosmosie

Gerald Paul Carr (ur. 22 sierpnia 1932 w Denver, zm. 26 sierpnia 2020 w Albany) – amerykański astronauta, pilot wojskowy oraz inżynier. Pułkownik rezerwy Korpusu Piechoty Morskiej.

## Wykształcenie i służba wojskowa
- 1949 – ukończył szkołę średnią (Santa Ana High School) w Santa Ana w Kalifornii i następnie wstąpił do Marynarki Wojennej Stanów Zjednoczonych. Początkowo był kursantem służby przygotowawczej dla oficerów rezerwy (NROTC) przy Uniwersytecie Południowej Kalifornii.
- 1954 – został absolwentem Uniwersytetu Południowej Kalifornii, uzyskując licencjat w dziedzinie mechaniki. Po studiach został przyjęty na podstawowy kurs przygotowawczy Korpusu Piechoty Morskiej (Marine Corps Officers' Basic School) w Quantico w Wirginii. Szkolenie lotnicze przeszedł w bazach US Navy – Pensacola na Florydzie i Kingsville w Teksasie.
- 1956–1962 – służył w 114 eskadrze myśliwców przystosowanych do lotów w każdych warunkach atmosferycznych (All-Weather-Fighter-Squadron 114), latając samolotami F-9 i F-6.
- 1961 – po ukończeniu nauki w Podyplomowej Szkole Marynarki Wojennej (Naval Postgraduate School) otrzymał licencjat z zakresu inżynierii lotniczej.
- 1962 – uzyskał tytuł magistra w dziedzinie inżynierii lotniczej na Uniwersytecie Princeton.
- 1962–1965 – służył w Korpusie Piechoty Morskiej w 122 eskadrze myśliwców przystosowanych do lotów w każdych warunkach atmosferycznych (Marine All-Weather-Fighter-Squadron 122). Był w niej pilotem samolotu F-8. Pełnił służbę w Stanach Zjednoczonych i na Dalekim Wschodzie. W jej trakcie latał ponadto takimi samolotami, jak F-4, Raytheon T-1 Jayhawk, T-28, T-33, T-38 oraz śmigłowcem Bell H-13 Sioux.
  - Do momentu przyjęcia do Korpusu Astronautów NASA był szefem ds. testów w 3 eskadrze kontroli przestrzeni powietrznej Korpusu Piechoty Morskiej (Marine Air Control Squadron Three). Jednostka była odpowiedzialna za analizę i ocenę Morskiego Taktycznego Systemu Informatycznego (Marine Tactical Data System).
- Wrzesień 1975 – przeszedł do rezerwy w stopniu pułkownika.

Jako pilot wylatał ponad 8000 godzin, z czego 5365 na samolotach z napędem odrzutowym.

## Kariera astronauty
- 4 kwietnia 1966 – zakwalifikował się do piątej grupy astronautów NASA (NASA 5(inne języki)). W jej skład weszło 19 pilotów.
- Grudzień 1968 – podczas lotu statku Apollo 8 był w składzie naziemnej załogi wspierającej oraz jednym z astronautów, którzy jako operatorzy łączności (CapCom) prowadzili łączność radiową z załogą Apolla 8.
- Listopad 1969 – te same funkcje pełnił również podczas lotu statku Apollo 12. W ramach programu Apollo uczestniczył w próbach pojazdu księżycowego LRV (Lunar Roving Vehicle). Został wyznaczony na funkcję pilota modułu księżycowego w załodze podstawowej wyprawy Apollo 19, która miała wylądować na Księżycu w rejonie krateru Kopernika. Z uwagi na cięcia w budżecie NASA lot został odwołany w 1970.
- 16 listopada 1973 – 8 lutego 1974 – był dowódcą misji Skylab 4.
- Czerwiec 1977 – opuścił Korpus Astronautów NASA.

### Skylab 4
16 listopada 1973 jako dowódca wyprawy wystartował na pokładzie statku Apollo do trzeciej załogowej misji na stację kosmiczną Skylab. Lot otrzymał oznaczenie Skylab SL-4. Pozostałymi członkami załogi byli: Edward Gibson – pilot-naukowiec i William Pogue – pilot statku. Osiem godzin po starcie kapsuła statku Apollo dokowała do stacji orbitalnej. Podczas 84-dniowej misji astronauci wykonali obszerny program badań naukowych. Prowadzili m.in. obserwacje Komety Kohoutka oraz Słońca. Wykonali około 75 000 zdjęć obu tych obiektów. Ponadto załoga stacji wykonała około 20 000 fotografii powierzchni Ziemi. Podczas lotu astronauci czterokrotnie wychodzili na zewnątrz stacji orbitalnej. Carr zrobił to trzykrotnie: 25 grudnia 1973 – na ponad 7 godzin (był to wówczas rekord), 29 grudnia – na 3,5 godziny i 3 lutego 1974 – na blisko 5,5 godziny.
Ta rekordowa misja wyróżniła się jeszcze z jednego powodu. Załoga w czasie lotu bowiem była apatyczna, małomówna i z trudem realizowała zaplanowane zadania. Takiego zachowania nie odnotowano podczas wcześniejszych lotów załogowych zarówno amerykańskich, jak i radzieckich.
8 lutego 1974 kapsuła z astronautami wodowała na Oceanie Spokojnym. Załogę i statek kosmiczny podjęła na pokład jednostka ratownicza – uderzeniowy okręt desantowy USS „New Orleans” (LPH-11). Po powrocie na Ziemię okazało się, że każdy z astronautów „urósł” o 2 cm.

## Po opuszczeniu NASA
- 1977–1981 – był wiceprezesem firmy Bovay Engineers, Inc. w Houston, zajmującej się doradztwem technicznym.
- 1981–1983 – był doradcą naukowym prezesa Applied Research, Inc. w Los Angeles.
- 1983–1985 – kierował pracami przy budowie ponad 700 cm teleskopu na Uniwersytecie Teksańskim.
- 1984 – założył przedsiębiorstwo CAMUS Inc., które zajmowało się techniką kosmiczną. Firma m.in. realizowała zamówienia koncernu Boeing w zakresie projektowania systemów załogowych przeznaczonych dla Międzynarodowej Stacji Kosmicznej.

## Odznaczenia i nagrody
- Navy Distinguished Service Medal (1974)
- NASA Distinguished Service Medal (1974)
- National Defense Service Medal
- Armed Forces Expeditionary Medal
- Marine Corps Expeditionary Medal
- Navy Astronaut Wings (1974)
- FAI Gold Space Medal (1974)
- FAI De La Vaulx Medal (1974)
- Dyplom FAI im. Władimira M. Komarowa (1974)
- AIAA Haley Astronautics Award (1974)
- Dr Robert H. Goddard Memorial Trophy (1975)
- American Astronautical Society's Flight Achievement Award (1975)
- Doktorat honorowy Parks College of Engineering, Aviation and Technology (Saint Louis University) w Saint Louis (1976)
- Wprowadzenie do Panteonu Sławy Astronautów Stanów Zjednoczonych (United States Astronaut Hall of Fame) (1997)
- Universal Astronaut Insignia za lot orbitalny (nr 66, pośmiertnie) – Stowarzyszenie Uczestników Lotów Kosmicznych (Association of Space Explorers(inne języki))[2]

## Dane lotu
| Lot kosmiczny, w którym uczestniczył Gerald P. Carr                      | Lot kosmiczny, w którym uczestniczył Gerald P. Carr | Lot kosmiczny, w którym uczestniczył Gerald P. Carr | Lot kosmiczny, w którym uczestniczył Gerald P. Carr | Lot kosmiczny, w którym uczestniczył Gerald P. Carr | Lot kosmiczny, w którym uczestniczył Gerald P. Carr |
| Data startu                                                              | Data lądowania                                      | Statek kosmiczny                                    | Funkcja                                             | Czas trwania                                        |                                                     |
| ------------------------------------------------------------------------ | --------------------------------------------------- | --------------------------------------------------- | --------------------------------------------------- | --------------------------------------------------- | --------------------------------------------------- |
| 16 listopada 1973                                                        | 8 lutego 1974                                       | Skylab SL-4                                         | Dowódca misji                                       | 84 dni 1 godzina 15 minut i 32 sekundy              |                                                     |
| Łączny czas spędzony w kosmosie – 84 dni 1 godzina 15 minut i 32 sekundy |                                                     |                                                     |                                                     |                                                     |                                                     |